# Euphyia tenera
Euphyia tenera là một loài bướm đêm trong họ Geometridae.